# بنه‌بروک
بنه‌بروک (به هلندی: Bennebroek) یک منطقهٔ مسکونی در هلند است که در بلومن‌دال واقع شده‌است. بنه‌بروک ۱٫۷۹ کیلومتر مربع مساحت و ۵٬۱۶۲ نفر جمعیت دارد.